# Равлик великий звичайний
Равлик великий звичайний (Helix albescens Rossmässler, 1839) — вид наземних молюсків класу Черевоногих (Gastropoda) підкласу легеневих (Pulmonata) родини справжніх равликів (Helicidae).

## Опис черепашки
У дорослих особин висота черепашки коливається переважно в діапазоні від 27 до 36 мм, а її ширина (діаметр) — від 29 до 38 мм. Має близько 4 обертів. Черепашка кулясто-дзигоподібна. Сильно відгорнутий колумелярний край устя повністю закриває пупок або залишає вузьку щілину. Якщо порівнювати ширину ембріональних і перших дефінітивних обертів у різних видів роду Helix, розповсюджених на території України, у H. albescens оберти ембріональної черепашки виглядають непропорційно широкими. Друга характерна ознака стосується поверхневої скульптури, яка не містить регулярно розташованих густих спіральних ліній. Спіральні лінії або повністю відсутні, або виражені дуже слабко (місцями). При 10-20 кратному збільшенні поверхня черепашки виглядає дрібнозернистою. При 20-кратному збільшенні помітно, що такий ефект створюється перетином хаотично розташованих тонких ліній. Фонове забарвлення черепашки світле (білувате, сірувате або жовтувате), на ньому переважно добре помітні темні спіральні смуги. Загальна кількість смуг — 5, проте в окремих екземплярів деякі з них можуть бути відсутніми або зливатися з сусідніми смугами, утворюючи широкі темні стрічки. Черепашки з широкими, злитими смугами можуть виглядати дуже темними, проте в них, як правило, залишається добре помітний світлий проміжок на периферії обертів (відповідає проміжку між третьою і четвертою смугами).

## Можливі помилки у визначенні
За забарвленням темні форми H. albescens можуть нагадувати темно забарвлені черепашки Helix lucorum (без радіальних смуг, з широкими, частково або повністю злитими між собою верхніми та нижніми смугами — див. нижче). Проте H. albescens можна відрізнити за відносно широкими обертами ембріональної черепашки та дрібнозернистою поверхневою скульптурою. Ті самі конхологічні ознаки дозволяють досить легко відрізнити H. albescens також від інших видів роду Helix, розповсюджених на території України.

## Розповсюдження
Розповсюджений у причорноморських країнах. На території України зустрічається у Криму, а також у степовій зоні поза межами Кримського півострову. Інтродукована колонія цього виду нещодавно була виявлена в м. Київ (Балашов, Василюк, 2007).

## Екологія
Населяє відносно сухі та теплі біотопи — відкриті степові ділянки, зарості чагарників, узлісся. Часто зустрічається в населених пунктах.